# Antonino D'Agostino
Antonino D'Agostino (Torino, 8 ottobre 1978) è un calciatore italiano, centrocampista della Baunese Calcio.

## Carriera

### Lascaris e Pro Vercelli
Inizia la sua carriera al Lascaris, squadra di Torino, la sua città natale, per poi passare alla Pro Vercelli nel 1998, per rimanerci sino al 2002. Con i piemontesi troverà 15 gol in 132 presenze complessive, sempre rimanendo in Serie C2.

### L'esordio in Serie B con il Treviso
Nell'estate 2003 si accorda con il Treviso, militante in Serie B, con cui, all'età di 23 anni esordisce nella serie cadetta l'11 settembre, nel pareggio contro il Verona per 0-0. Rimarrà con i veneti sino al 2005, siglando 6 gol, tre per campionato.

### Atalanta, i prestiti e l'esordio in Serie A
Nel 2005 passa all'Atalanta, coi quali disputa e vince il campionato di Serie B 2005-2006, siglando anche due reti contro Modena e Mantova. A fine stagione viene mandato in prestito al Cagliari.
Con il club sardo trova l'esordio in Serie A, datato 10 settembre 2006, subentrando a Davide Biondini nella sconfitta interna per 1-0 contro il Catania. Con i sardi rimarrà sino al 2008, trovando il suo unico gol in Serie A, nel 3-3 contro l'Atalanta del 25 ottobre 2006.
Nel gennaio 2008 viene ceduto al Treviso, club col quale ha esordito nella seconda serie. Colleziona soltanto 6 presenze, di cui 2 sole giocando titolare (facendosi ammonire entrambe le volte) e a fine stagione torna all'Atalanta.

### Prestito al Parma, ultima avventura con l'Ascoli e abbandono del calcio professionistico
Nel 2008-2009 è dunque di nuovo tra le file dei bergamaschi. Torna a giocare alla prima giornata, il 31 agosto 2008, nella vittoria per 1-0 contro il Siena, subentrando ad Alessio Manzoni, che coinciderà anche con la sua ultima presenza in maglia nerazzurra. Non viene infatti più impiegato dal tecnico Delneri.
A gennaio del 2009 passa al Parma, in Serie B, con il quale colleziona soltanto 3 presenze.
Per il 2009-2010 sposa il Progetto Sant'Elia, in Eccellenza sarda, salvo tornare poi in Serie B a gennaio 2010, con la maglia dell'Ascoli, con cui colleziona 7 presenze, venendo anche espulso il 17 aprile 2010 nella vittoria per 2-1 sull'Ancona, in una incredibile partita con cinque espulsi totali.
Nel gennaio del 2011 firma per la squadra rumena del Gloria Bistrița, ma l'avventura estera dura mezza stagione. A giugno è nuovamente svincolato e decide di tornare in Sardegna, in Serie D, al Selargius. Il transfer arriva comunque solo a dicembre infatti l'ala fa l'esordio solamente il 4 dicembre 2011 contro il Civitavecchia. Dopo una parentesi in Piemonte, con il Volpiano, dal 2013 gioca nel Tortolì, squadra che milita nel campionato di Eccellenza Sarda.Dal 2022 decide di accettare la proposta della piccola Baunese Calcio che milita in prima cat. sarda

## Palmarès

### Club

#### Competizioni nazionali
- Serie C1: 1

Treviso: 2002-2003 (Girone A)
- Supercoppa di Lega di Serie C: 1

Treviso: 2003
- Campionato italiano di Serie B: 1

Atalanta: 2005-2006